# Cildo Meireles
Pour les articles homonymes, voir Meireles.
Cildo Meireles  (né à Rio de Janeiro, en 1948) est un plasticien et sculpteur brésilien. Il est principalement connu pour ses installations dont la plupart expriment une résistance à l'oppression politique brésilienne. Ses œuvres, souvent de grandes tailles et denses, encouragent l'interaction du spectateur.

## Biographie
Cildo Meireles est né à Rio de Janeiro en 1948. Son père a travaillé pour le Serviço de Proteção ao Índio et il voyage avec sa famille dans plusieurs régions rurales du Brésil. Au cours de cette période, Meireles apprend les croyances des Tupis qu'il intègre plus tard dans certaines de ses œuvres.
Meireles commence à étudier l'art en 1963 à la District Federal Cultural Foundation à Brasilia, sous la tutelle du peintre et céramiste péruvien Felix Barrenechea. En 1967, il déménage à Rio de Janeiro où il étudie à la Escola Nacional de Belas Artes.
À la suite du coup d'État de 1964, Meireles devient un artiste engagé politiquement. En 1970, il élabore un projet d'art politique qui vise un large public tout en évitant la censure. Il réalise l'impression d'images et de messages sur divers éléments déjà largement diffusé et qu'on ne peut pas facilement détruire comme des billets de banque et des bouteilles de Coca-Cola. Il a continué cette action jusqu'en 1976. Meireles utilise également l'argent d'une autre manière et produit sa propre réplique de billets et de pièces (1974-1978) avec une très grande ressemblance à la monnaie brésilienne et américaine officielle, mais avec une valeur nulle (zéro dollar).
Il est l'un des fondateurs de l'Unité expérimentale de la Museu de Arte Moderna de Rio de Janeiro en 1969 et en 1975, sous la direction de la revue d'art Malasartes.
En 2008, il remporte le Velazquez Plastic Arts Award, décerné par le ministère de la Culture de l'Espagne.
Meireles vit et travaille actuellement[Quand ?] à Rio de Janeiro.

## Expositions et rétrospectives
Une grande rétrospective de son œuvre est présentée au New Museum of Contemporary Art de New York en 1999 puis au Museu de Arte Moderna de Rio de Janeiro et au São Paulo Museum of Modern Art. En lien avec cette exposition, un livre Cildo Meireles est publié par Phaidon Press (1999).
La première grande exposition qui lui est consacrée au Royaume-Uni a lieu à la Tate Modern en octobre 2008. Meireles est le premier artiste brésilien à bénéficier d'une rétrospective à la Tate. L'exposition est ensuite déplacée au Museu d'Art Contemporain de Barcelone, puis au Museo Universitario Arte Contemporáneo (MUAC) à Mexico jusqu'au 10 janvier 2010.